# 근관 치료

첫 번째 도해는 치아우식으로 뿌리 끝의 병변이 발생한 상황, 두 번째 도해는 치수강을 개방하고 근관이 노출된 상황, 세 번째 도해는 파일로 근관 내부를 형성하는 모습, 네 번째 도해는 근관 내부를 거타퍼차(Gutta-percha)로 충전하고 치관 보철치료를 한 최종적인 치아의 모습. 보통 이런 순서로 근관치료가 진행된다.

근관 치료(영어: endodontic treatment 엔더단틱 트리트먼트[*])는 치수 전체 또는 그 일부의 건강을 유지하기 위한 술식이다. 근관치료, 소위 신경 치료는 충치나 외부 자극 등에 의해 치아의 내부에 감염이나 치수괴사 등의 문제가 생긴 경우 치수를 제거하고 치아의 내부를 세척 및 소독한 다음 그 공간을 거터퍼챠(gutta percha)와 같은 인공 물질로 채워 넣음으로써 세균을 제거하고 통증을 제거하여 재발을 방지하고자 하는 치료이다.
건전한 치아의 내부, 즉 치수조직은 무균상태이다. 치아 우식증 등의 원인으로 세균이 치수 내부로 침입하여 증식하면 치수질환이 발생하고, 이 상태가 악화되면 치수는 결국 사멸한다. 이 과정에서 발생하는 세균의 유해 작용은 치근단공을 통해 치근단 조직까지 악영향을 미쳐 치근단질환을 일으키며. 이 치근단 질환은 치근 주위의 치주조직을 계속 파괴하여 급성 치근단농양, 골수염, 치아 상실 등의 심각한 문제를 일으킨다.
이러한 치수질환과 치근단 질환을 대상으로 시행 하는 근관치료는 근관 속의 세균과 감염된 치수를 기계화학적 방법으로 제거 (근관형성 ,canal preparation)한 후에 근관 내부를 밀폐 (근관충전, canal obturation)함으로써 근관이 다시 감염되지 않도록 차단하는 술식으로 이루어진다.
신경 치료라고도 불리지만 치아의 신경만을 치료하는 것은 아니고 치아의 내부, 즉 치근관(root canal)의 연조직(치수)을 제거하는 치료이므로 근관 치료라 부르는 것이 옳다.

## 검사 및 진단

### 임상검사:객관적 자료[3]
1. 시진: 술자가 육안으로 치아, 치주조직, 구강점막, 구강외조직의 상태를 검사한다. 색조, 외형, 견고성 등을 관찰한다.
2. 촉진: 손가락 끝으로 구강연조직을 가볍게 누르거나 문질러서 통증의 유무나 질감을 평가한다.
3. 타진: 손가락 또는 기구(핀셋, 치경)의 손잡이를 사용하여 치아를 장축 방향으로 가볍게 누르거나 두드려 그 반응을 평가한다.
4. 저작 검사: 치아 균열, 치아 파절등의 상태를 확인하는 검사법이다.
5. 치주검사
  - 치주 탐침 검사: 치주탐을 이용하여 치주낭깊이(pocket depth, PD)를 측정하여 치조골의 파괴 정도를 확인한다.
  - 치아 동요도 검사: 손가락 또는 기구를 사용하여 치아를 측방으로 움직여 봄으로써 치주조직의 부착 상태를 판단하는 방법이다.

### 검사방법
다음은 환자의 치아 상태를 검사하는 방법이다.
- 냉검사: 냉검사는 온검사보다 더 정확한 검사 방법이다. 이는 얼음, 염화에틸결정, 이산화탄소 스프레이 또는 얼음물을 가지고 실시한다.
  - 얼음막대: 얼음막대는 마취용 주사바늘의 플라스틱 용기에 물을 채워 얼림으로써 간편하게 만들 수 있다. 쉽게 구할 수 있고 사용이 용이하다는 것이 얼음막대의 이점이다.
  - 염화에틸 또는 이산화탄소 스프레이: 이것을 면봉이나 작은 솜에 뿌린 후 치아에 적용한다. 이러한 방법의 장점은 편리하다는 것과 연조직에 영향을 끼치지 않고 일정한 온도로 사용할 수 있다는 것이다.
- 온검사: 임시스타핑 또는 가열 기구를 알코올램프의 불꽃에 달구어 치아의 순면이나 교합면에 접착하는 방법이다. 건전한 치아에 먼저 적용하여 환자가 정상적인 반응을 미리 느끼도록 한 후에 본 검사를 시행한다.
- 러버댐을 이용한 치수 온열 검사: 러버댐은 뺨과 혀를 견인하는 역할을 하기 때문에 모든 치수 검사를 좀 더 편리하게 수행할 수 있다. 견인 효과는 특히 온검사 시 유용한데, 이는 뺨과 혀의 우발적인 화상을 방지하기 때문이다.
- 전기 치수 검사: 이 검사기는 전류를 치아에 흘려보내 치수의 감각섬유를 자극하는 역할을 한다. 치수생활력을 평가하는 검사법으로서, 온도검사법으로 치수생활력을 확인하기 어려울 때 사용하기도 한다. 그러나 환자의 전신상태와 개개인의 반응 역치에 따라 반응결과가 달라질 수 있고 치수질환을 감별할 수 있을 정도로 세밀하지 않는다는 단점이 있다. 치수생활력정도의 추측과 무수치와의 분별은 할 수 있다.
- 마취 검사: 적은 양의 마취액을 손상 의심이 가는 치아의 치근단 부위에 주입하는 방법이다. 진단이 정확하다면 약 1~2분 후에 통증이 완화될 것이다.
- 와동 형성 검사: 마취하지 않은 상태에서 법랑상아경계 또는 그 아래의 상아질을 직접 버(dental bur)로 삭제해 보는 방법이다.
- 방사선 사진 검사: 진단은 물론이고, 치료 술식과 예후 평가 등의 근관치료 전 과정에서 술자에게 '제2의 눈' 역할을 한다.
- 저작 검사: 치아 균열, 치아 파절 등의 상태를 확인하는 검사법이다.
- 투조 검사: 치아 균열이나 파절이 의심될 경우, 외상을 받은 전치의 치수 출혈이나 괴사 상태를 확인한다, 인접면 우식증 등을 확인 시 투조 검사를 진행한다. 강한 빛을 피검치아의 설면에 비추어 색조의 변화 여부를 관찰한다.

근관치료 전 시행하는 많은 검사는 모든 치과치료의 공통적인 항목으로, 환자에 대한 정보는 이전의 의과적 혹은 치과적 병력, 환자의 불편함 청취, 직접 눈으로 관찰, X선 사진 촬영을 통해 얻을 수 있다. 이 때 고려해야 할 환자의 병력에는 중추신경계, 호흡계, 심혈관계, 혈액질환, 위장관계, 비뇨생식기계, 내분비계, 면역성질환, 대사성질환, 약물중독(약물/얄콜)등이 있다. 필요에 따라 온도검사, 전기치수검사, 촉진, 타진 등의 검사도 시행한다. 나아가 치주조직의 검사, 투조진단, 세균학적 검사를 시행하는 경우도 존재하며, 상황에 따라서는 파노라마 X선 사진, 바이트윙(bite wing)법, 반대측과 대합 치아의 X선 사진을 촬영해야 할 수 있다. 정확한 치수와 치주조직의 진단을 용이하게 하고 각 진단에서 얻어진 정보를 비교하기 위해선 환자가 정기적으로 병원을 내원해 경과를 관찰 받도록 권장할 필요가 있다.

## 치료

### 치료계획
치료를 계획하기 위해서는 해당 치아의 구강 내 중요성과 예후 및 근관에 대한 세심한 관찰이 필요하다. 고려해야할 요소에는 심한 만곡근관, 치주염, 교합, 치아파절, 석회화변성, 폐쇄근관, 수복처치의 가능성, 복잡한 근관형태를 가지고 있는 치아 가 있다.

#### 근관치료의 원칙[6]
- 무균적 처치: 무균적 근관치료를 시행하기 위해서는 러버댐(rubber dam) 사용이 필수적이다. 또한 근관치료에 사용하는 기구 및 재료는 무균적 상태여야한다.
- 근관 내의 잔사 및 치수조직의 제거: 감염된 근관 내 잔사를 우선적으로 제거해야 한다. 잔존 치수조직은 치유를 더디게 함으로 치수강 내의 치수를 빠르고 완전히 제거하는 것이 치료에 유리하다.
- 배농: 병소부위의 농과 가스,독소 등을 제거함으로서 치유가 촉진된다. 배농은 치수강을 개방하여 근관을 통해 배농시키는 방법과 절개하여 배농하는 방법이 있다.
- 외상의 예방: 연조직에 외상을 줄 수 있는 요인은 최대한 피해야한다. 모든 기구와 약제는 치근단공을 넘어가지 않도록 해야하고 기계적인 기구 조작이 조직에 상처를 내지 않도록 주의해야한다.
- 국소마취: 근관치료를 시행하는데 있어 국소마취는 생활치수의 제거시 사용된다. 그러나 환자의 전신병력을 미리 확인함으로써 치과마취에 의한 과민반응이나 부작용을 최소화하는 것이 중요하다.
- 교합압 해소: 동통완화, 치유 촉진 등의 이유로 교합압을 해소시키고 동통이 있을 시 대합치와의 접촉을 해소해야한다. 경우에 따라 교합면을 삭제하여 치근막의 외상 가능성을 줄이는 것이 필요할 수 있다.
- 동통조절: 생활치수 제거 시 국소마취를 시행한다.
- 근관의 확대와 세척: 근관확대를 통해 근관을 세정하고 성형한다.
- 근관의 소독: 근관 내부를 무균상태로 만든다.
- 근관 충전: 근관을 완전히 충전해 근관이 재감염되지 않도록 해야한다.

#### 근관치료의 적응증과 금기증[7]
- 적응증
  - 치아 삭제 과정에서 치수가 노출된 경우 (감염위험이 있기에 건전한 치아라도 근관치료 시행)
  - 치수의 상태가 건강해도 치주조직의 심한 파괴가 있을 경우
  - 대형 낭, 종양을 외과적으로 제거 시 치근 손상이 예상될 경우
  - 심각한 전신질환자의 치통 조절을 위해 시행
  - 비스포스포네이트 계열의 약물(골다공증 치료제의 종류)과 관련되어 있는 악골괴사의 경우

- 금기증
  - 대부분의 전신적 상태는 근관치료의 금기사항이 아님[8]
  - 환자의 치주건강이 매우 좋지 않은 경우
  - 치아가 심하게 파괴되어 수복이 불가능한 경우
  - 근관이 막혀서 기구로 이를 개통 할 수 없는 경우
  - 치아에 구조적인 흠이 있는 경우

### 치료과정

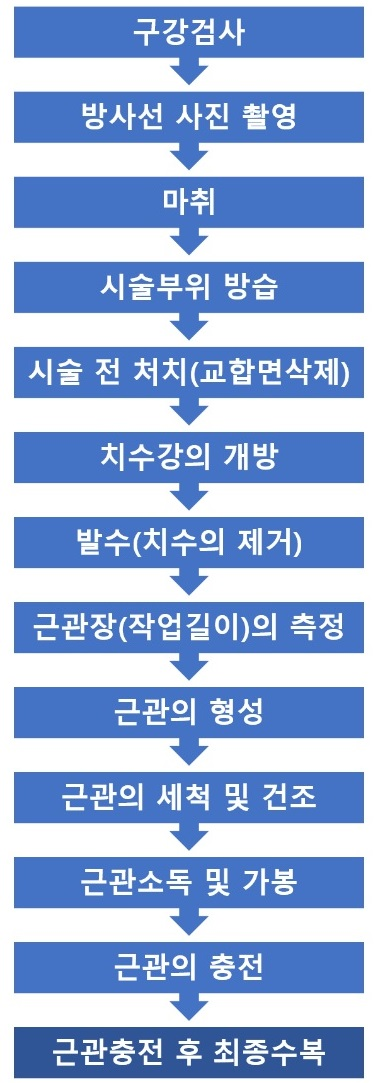
근관치료의 전체적인 술식과정

#### 1단계:마취및 방습 (Anesthesia & Isolation)
치수가 완전히 괴사한 경우에는 환자가 통증을 느끼지 못하므로 마취과정을 생략할 수도 있으며, 마취를 하게 될 경우 공포심을 느끼는 환자를 위해 주사 전 마취크림으로 표면마취를 미리 해주는 것이 좋다. 또한 마취액을 주사할 때는 체온과 유사한 온도의 마취액을 가급적 천천히 일정한 속도로 주입하면 환자의 통증을 줄여줄 수 있다. 타액의 방습에는 솜말이(cotton roll)나 러버댐(Rubber dam)을 사용한다.

#### 2단계: 시술 전 처치(pre-treatment)
러버댐(rubber dam)의 장착 가능여부에 대해 확인한다. 또한 교합면을 삭제해 근관치료 과정 중 씹는 교합압 또는 저작압에 의해 발생할 수 있는 교합외상을 피하고, 치아의 파절을 방지한다. 자연치질의 벽이 부적절할 경우엔 인위적으로 벽을 형성해주고, 근관장 측정 시엔 일정한 기준점을 유지한다.

#### 3단계: 치수강 개방 (Pulp chamber opening)
방사선 사진에서 치수강의 위치와 형태를 확인한 후 고속핸드피스(high speed handpiece)에 라운드 버(round bur)나 #245, #330 버(bur)등을 이용해 와동을 형성(cavity preparation)하고 치수강 내에 치수가 존재하는 경우 라운드 버(round bur)나 엔더단틱 스푼 엑스케베이터(endodontic spoon excavator)로 제거한다. 이때  치수실저(chamber floor)와 벽을 삭제하지 않도록 주의한다. 스무스 브로치(Smooth broach)나 근관탐침을 이용해 근관의 입구를 찾고, 필요에 따라 추가적인 치과용 국소마취로 동통을 조절한다.
와동형성의 목적은 다음과 같다.
- 기구나 재료가 근첨까지 직선으로 도달하도록 직선통로를 얻는다.
- 치질을 최대한으로 보존한다. (필요이상으로 많은 법랑질과 상아질을 삭제하면 치아가 약해지거나 파절될 수 있다.)
- 치수실을 개방하고 치관부의 전 치수를 제거한다.

#### 4단계: 발수 (Pulp extirpation)
모든 치수 (감염, 괴사되거나 건강한 치수)를 제거하는 것을 발수라고 한다. 기구를 이용하여 치수강으로부터 치수를 완전히 제거하고, 근관이 넓고 치수가 생활력이 있으면 가시 브로치(barbed broach)를 사용하고 근관이 좁거나 치수가 괴사되어 있는 경우에는 파일(file)을 사용해 치수를 제거한다.
파일(file)을 제거한 후에는 파일(file) 끝에 묻어나온 상아질 삭편을 거즈에 닦고 관찰을 해보아야 한다. 만약 색깔이 깨끗하지 못하고 검은 빛을 띠면 근관이 깨끗이 청소되지 못했다는 것을 의미한다.

#### 5단계: 근관장의 측정 (Working length determination)

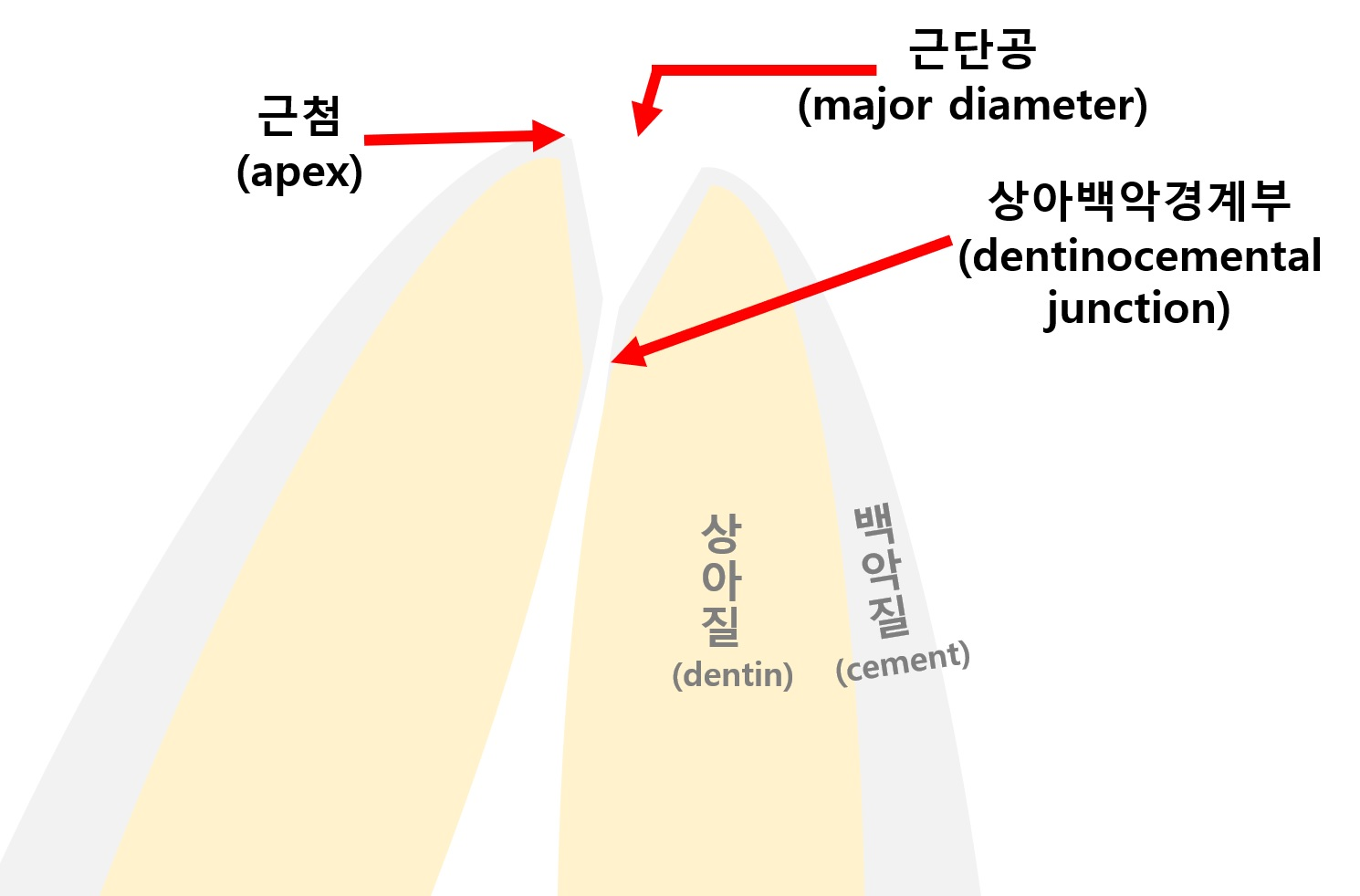
근첨의 구조: 근관장=치아의 교두정에서 근단공의 가장 좁은 부위까지의 거리

9번이 교두(cusp), 15번이 근단공(apical foramen)이다.

근관장(working length)이란 근관치료의 작업길이를 뜻하며 근관치료의 범위를 결정하는 기준이 된다. 근관장은 치아의 교두정(cusp tip)에서 근단공(apical foramen)의 가장 좁은 부위까지의 거리를 말하며, 근관장을 본래의 길이보다 짧게 측정시 나머지 부분의 세균을 제거하지 못하고, 길게 측정시 기구가 근관의 끝 이상을 넘어가 치주조직에 손상이 가해진다.
근관장은 측정할 때마다 다르게 나올 수 있는데 그 이유는 술자의 과실이 있을 수 있지만 근관의 길이가 조금씩 변하기 때문이다. 근관장은 같은 길이로 고정되어 있는 것이 아니라 확대 방법이나 변형 정도에 따라 다르기 때문에 수시로 확인이 필요하다. 근관장의 측정에는 방사선 사진 이용법과 전자 근관장 측정기가 사용된다.
- 방사선 사진 이용법(X-ray method)

근관장 측정에 많이 사용되는 방법으로, 방사선 사진상에서 근관장은 해당 치아의 참조점(reference point)에서 치아뿌리 끝보다 0.5~1mm 상방에 도달한 근단공의 가장 좁은 부위까지의 거리를 잰 값이 된다. 임상에서는 방사선사진에서 측정한 치아의 길이에서 약 1mm를 뺀 길이를 작업장으로 산정하여 근관치료를 시행한다.
- 전자 근관장 측정기(electric apex locater)

근관 길이 측정에 가장 많이 사용되는 기기이다. 전자 근관장 측정기는 인체 조직이 전기적 특성을 지닌다는 점을 이용하며, 저항이나 임피던스 등의 전기적 특성의 차이를 측정함으로써, 정확한 근관의 말단을 탐지할 수 있다.  출혈이나 배농이 많은 경우, 치경부에 우식증이 있는 경우, 수복물이 있는 경우, 근관이 건조하거나 반대로 액이 과도할 경우 등의 조건에서는 오작동 할 가능성이 있기 때문에 방사선 사진 이용법과 병행하여 근관장 측정의 정확도를 높일 수 있다.
- 주파수 의존형 장치(frequency-dependent type)

전자근관장측정기의 단점을 보완하여 최근에 개발된 근관 길이를 측정하는 제품이다. 환자의 불쾌감을 최소한으로 감소시키기 위해 만들어졌으며 서로 다른 두가지의 주파수를 활용한다는 특징이 있다. 두개의 다른 주파수를 활용하게 되면 두개의 다른 저항을 얻게 되는데 낮은 주파수는 높은 저항을, 높은 주파수는 낮은 저항을 얻게 된다. 이 두개의 저항은 파일이 치근단으로 갈수록 모두 떨어지지만 치근단공에 이르러서는 일정한 비율값을 가지게 된다.

#### 6단계: 근관의 형성 (Canal preparation)
근관의 용적을 증가시켜 근관 내에서의 기구 사용 및 근관 세척을 용이하게 하고 충전물의 삽입이 용이하도록 형성한다. 근관의 끝은 좁고, 근관 입구 쪽으로 갈수록 넓어지는 깔때기 모양의 근관형태로 만들어 주는 과정으로, 근관의 형성에 사용되는 기구에는 수동기구(H형, K형 파일, reamer), 저속 회전기구(지지버, 피조리머 , 엔진구동형 기구(Ni-Ti file) 등이 있다.
정확한 근관장을 측정한 후 사용기구에 고무로된 rubber stop을 부착해 기구가 근단공을 넘어가지 않도록 주의해야 한다.
다음은 근관형성의 방법이다.
- 재래식 방법: 예전에 많이 사용하던 근관형성 방법으로 기구의 작은번호부터 순차적으로 크기를 증가시켜 원추형 모양의 근관을 형성하는 방법.
- 스텝백 방법: 보편적으로 사용하는 근관확대방법으로 치근단부위를 가능한 작게 유지해 변형을 최소화하는 동시에 치경부로 갈수록 넓혀줌으로써 원래의 치근 형태를 유지하는 방법.
- 크라운-다운 방법: 재래식 방법이나 스텝-백 방법과는 반대로 큰 파일(file)부터 작은 파일(file)을 사용하면서 점차 치근단 방향으로 확대하는 방법.

#### 7단계: 근관의 세척 및 건조 (Canal irrigation, Drying)
- 근관세척의 필요성: 기구를 이용한 근관확대만으로는 불규칙한 근관의 내용물들을 모두 제거할 수 없기 때문에 근관세척제를 함께 사용한다. 근관 내 상아질 벽의 불규칙한 면이나 조직 잔사 또는 삭제된 상아질편 등은 세균의 서식지가 된다. 치수조직 및 상아질 잔사를 제거하고 근관파일의 효율을 증가시키며 근관 내 세균의 수를 줄이기 위해 근관세척을 시행한다.[15]

- 도말층의 제거: 도말층이란 근관형성이나 와동형성 등의 치아가 삭제되는 모든 과정에서 그 표면의 두께 1~2ℳm정도의 얇은 찌꺼기층을 형성 한 것이다. 유기질과 무기질이 함께 섞여 있으며 세균도 있다. 도말층의 유기질은 차아염소산나트륨(NaOCL)으로 용해하고, 도말층의 무기질은 EDTA로 탈회하여 제거한다. 주사바늘을 천천히 근관 내로 밀어 넣다가 저항감이 느껴지면 2~3mm 뒤로 뺀 상태에서 주사바늘을 상하로 움직이며 세척액을 천천히 압력을 주지 않으면서 주입시켜야 한다. 자주 사용하는 근관세척액의 종류에는 멸균 생리식염수, 차아염소산나트륨(NaOCL)용액, EDTA용액이 있다.

- 근관세척제가 갖추어야 할 이상적인 요건
  - 항균 효과가 있어야한다.
  - 괴사 및 생활치수조직에 대한 작용이 있어야 한다.
  - 윤활작용이 있어야한다.
  - 치근단 조직에 유해하지 않아야 한다.

- 멸균 생리식염수(Saline): 우리 몸의 체액을 0.9% NaCI용액으로 생각하여 이와 동일하게 농도를 조정하여 제조한 액체이다. 하지만 단순히 씻어내는 역할만 하므로 근관세척제의 중요한 기능은 하지 못한다.[16]

- 5.25% 차아염소산나트륨 용액(NaOCL): 용해작용, 윤활작용, 표백작용, 살균효과 등 근관 세척제가 갖춰야 할 이상적인 조건을 많이 가지고 있어 가장 좋다.

- EDTA: 상아질 조직을 느슨하게 만들어 제거하기 용이하게 만들어 석회화된 근관형성 시 효과적이다. 즉 무기조직을 녹이는 것이다. 근관 윤활제의 용도로도 사용된다.
- 클로르헥시딘(CHX): 단독으로 사용했을 경우 도말층을 제거하지 못하고, 차아염소산나트륨(NaOCl)이 가지고 있는 조직 용해성도 없다. 치근단조직에 친화성이 있으며 살균작용만 가진다. 추가적인 살균효과를 기대하는 경우에 제한적으로 사용한다. 하지만 차아염소산나트륨(NaOCl)과 함께 사용하였을 때 착색을 야기하는 것으로 보고 되었다.[17]

근관을 세척한 후 알맞은 사이즈의 페이퍼 포인트(paper point)를 근관 내로 삽입하여 근관을 건조시킨다. 건조를 하는 이유는 근관내 근관소독제를 사용할 경우 농도가 희석될 수 있고 근관내 미생물의 서식처로 작용할 수 있기 때문이다. 건조시킬때엔 근관 내로 공기(air)를 불면안된다. 뿌리 끝에 기종이 생길 위험이 있기 때문이다.

#### 8단계: 근관소독 및 가봉(canal medication, disinfection, temporary sealing)
근관소독은 근관 내에 치과용 약제를 넣어 근관 내에 남아 있는 세균을 사멸시키기 위한 것이다. 대부분의 경우, 임상에서는 살균효과와 시술 후 동통의 예방 또는 억제, 근관 내 삼출물의 억제 등의 목적으로 사용하고 있다. 가장 많이 사용되는 근관소독제는 치과계의 아스피린이라고도 불리는 수산화칼슘(calcium hydroxide)이다. 그러나 이러한 근관소독제는 독성을 가지기 때문에 소독제가 치근단 조직에 직접 닿는 것을 피해야 한다.

근관 이중가봉법의 구조

근관 내에 소독제를 넣은 후에는 이중가봉법(double cilling)을 시행한다. 이중가봉법에서 가봉이란 근관 소독제를 적용한 후에 다음 내원까지 타액이나 음식물 등이 근관 내부로 유입되지 않도록 근관 와동을 임시로 밀폐하는 것이다. 수산화칼슘 분말과 멸균된 증류수를 혼합하고 K-file에 이를 묻혀 근관 내로 넣어준다. 그 다음 치수강을 임시 충전하여 약제의 상방에 소독된 솜을 넣어주고 gutta percha stopping과 ZOE cement등의 재료를 이용하여 근관을 이중 가봉한다.
근관소독제의 종류
- 수산화칼슘(calcium hydroxide): 치과계의 아스피린으로 불리는 약제로, 높은 pH와 강한 살균효과를 가진다.
- 유지놀(eugenol): 유치에 많이 사용된다.
- CMCP,CP
- FC: 독성이 너무강해 자주 사용하지 않는다.
- 글루타르알데하이드(glutaraldehyde)
- 항생제와 스테로이드가 혼합된 약제

근관소독제는 살균효과가 우수하고 조직에 해가 적거나 없는 약을 선택해야 한다.

#### 9단계: 근관의 충전(Canal filling = Canal obturation)
근관의 공간과 빈틈을 완전히 폐쇄하고 근관과 치주 조직, 근관과 구강 사이의 감염경로를 차단하기 위해 근관을 충전한다. 근관이 완전히 폐쇄되지 않을 경우 근관 내에 남아 있던 미생물이 다시 치근단조직에 염증을 야기하기 때문이다. 근관충전은 치료하고 있는 치아에 대한 환자의 동통이나 불편감, 타진반응이 없고 근관내 삼출물이 과도하지 않을 때 시행해야 하며, 근관충전재의 종류에는 크게 주 충전재인 가타퍼차 콘(gutta percha cone)과 보조 충전재인 근관실러(sealer)가 있다. 가타퍼차 콘(Gutta percha cone)에 근관실러(sealer)를 소량 바른 뒤 근관 내를 충전한다.
- 가타퍼차 콘 (Gutta percha cone): 천연재료를 가공해 만든 근관충전재로 원추형이다. 반고형제로 열이나 압력을 가하면 변형된다.
- 근관실러 (Sealer, cement): 가장 오랫동안 성공적으로 사용되어온 재료로, 치질의 착색을 일으키거나 약간의 독성이 있다는 단점이 있다.[19] 가타퍼차가 들어갈 수 없는 부위를 충전하는 용도로 사용하며 가타퍼차(gutta percha)와 근관벽 사이의 공간, 가타퍼차(gutta percha)와 가타퍼차(gutta percha)사이의 공간을 채우는 역할을 한다.

근관충전용 실러(Sealer,Cement)의 종류는 다음과 같다.
- 산화아연 유지놀 계통: 가장 오랫동안 사용되었으며 산화아연으로 구성된 분말과 유지놀액으로 구성되어 있거나 호제형태 등으로 되어있다.
- 폴리머 계통: 레진성분이 함유되어있어 접착성을 향상시켜준다.
- 수산화 칼슘 계통: 진통효과, 지혈작용, 삼출액의 감소 등 장점이 있다. Sealapex, CRCS, Apexit, Life 등이 있다.
- 글래스 아이오노머 계통: 조직에 대한 독성이 약하다는 장점이 있다.[20]

근관충전의 방법은 다양하다.
- 측방가압법: 근관벽과 가타퍼차 콘(Gutta percha cone) 사이에 스프레더(spreader)라는 기구로 공간을 확보한뒤, 보조 가타퍼차 콘(Gutta percha cone)을 넣어 근관을 충전하는 방법이다. 비교적 간단하고 근관폐쇄가 우수하며 gutta percha의 충전길이를 조절할 수 있다는 장점을 갖고있다. 하지만 심한만곡, 내흡수가 있는 치아의 경우엔 사용할 수 없다.

- 수직가압법: 가열된 플러거(plugger)의 열로 가타퍼차(Gutta percha)를 연화시킨 후 수직방향으로 압력을 가해 근관을 폐쇄시키는 방법이다. 근관내에 gutta percha를 연화시켜 수직가압을 하는 것이기 때문에 측방가압법에 비해 근관의 폐쇄 효과가 좋다. 또한 근관계를 3차원적으로 치밀하게 충전하는 것이 가능하며, 가온수직가압 가타퍼차(gutta percha) 충전법이라고도 한다.

- 측방 및 수직가압법: 측방가압법과 수직가압버을 병행사용해 두 방법의 장점을 유지하고 단점을 보강하는 방법이다. 측방가압법으로 먼저 충전하여 과충전을 방지하고 다시 수직가압을 사용해서 가타퍼차가 주근관과 부근관까지 충전될 수 있도록 한다.

- 단일cone법: 하나의 가타퍼차 콘과 실러(Sealer)를 사용하여 충전하는 방법이다. 형성된 근관과 cone의 형태와 크기가 일치될 때 사용한다. 그러나 장기간 경화후 근관 내의 실러가 분해되어 근관폐쇠효과가 떨어지게 되기 때문에 이 방법은 잘 사용하지 않는다.

- 분할가압법: master cone을 선택하여 약 3-4mm 간격으로 분할 수 순서대로 수직가압 충전하는 방법이다.분할된 가타퍼차 콘들이 하나의 균일한 덩어리가 되지 못하고 틈이 생겨 근관폐쇄 효과가 저하될 가능성이 있다는 단점이 있다.

- 온 측방가압법: 근관충전시 가타퍼차 콘을 열 연화시키는 스프레더를 사용하여 측방가압시키는 방법이다.

- Compaction법: compactor 회전시 발생하는 마찰열로 연화된 가타퍼차가 치근단 방향으로 내려가 충전되도록 하는 방법이다. 열 연화법이 소개된 이후로 거의 사용되지 않고 있다.

- 화학적 연화 가타퍼차법: chloroform,ether 등에 용해하여 충전하는 방법이다. 세포독성으로 인해 거의 사용하지 않고 있다.

- 열 연화 가타퍼차법: 실린지에 가타퍼차를 넣어 전기적으로 연화시킨 다음 주사법으로 충전하는 방법과 carrier에 가타퍼차를 연화시킨다음 충전하는 carrier법이 있다.

- Thermafil충전법: 알콜램프를 사용해 가타퍼차를 연화시킨 다음 근관 내에 삽입하여 충전한다. 자동온도조절이 가능한 Therma Prep oven을 사용하면서 거의 쓰이지 않는 방법이다.[21]

#### 근관충전 재료의 요구조건
근관충전 재료는 근관내 삽입이 쉽고 근관의 치근단 쪽을 잘라 폐쇄할 수 있으며 충전 후 수축하지 않아야 한다. 또한 세균의 성장을 억제하거나 촉진시키지 않아야 하고 치질을 변색시키지 않으며 필요한 경우 근관내에서 쉽게 제거가 가능해야 한다.

#### 10단계: 근관충전 후 수복(final restoration)
근관치료 후에는 치아의 상아세관 내의 수분 함량이 감소해 치관의 파절이 쉬우므로 치아를 완전히 씌워주는 것이 좋다.
최종수복의 시기는 근관충전 후 1주일 정도 기다린 후에 하는 것이 좋으며 예후가 좋지 않으면 임시 치관(temporary crown)을 장착하고 기다리는 것이 좋다.
- 치관 파괴 심하지 않은 경우: 복합레진만으로 충전 후 금관으로 치관 전체를 덮어준다.[23]
- 치관 파괴 심한 경우: 포스트 한 다음 근관 와동을 수복 즉, 코어를 시행하고 금관으로 치관 전체를 덮어준다.[24]

포스트(post)
수복에 필요한 잔존치질이 부족하거나 수복물의 유지력을 강화하고자 할 때 , 포스트(post)를 적용 할 충분한 치근의 길이가 남아 있을 때 포스트(post)를 사용한다. 코어(core)의 유지를 위해 포스트(post)를 근관에 적합시켜 협착한다. 치관측의 근관충전제를 제거하고 포스트(post)를 형성하며 근첨봉쇄를 유지하기 위해서는 근첨부에 충분한 양의 근관충전제를 남겨두어야 한다.
코어 (core)
최종수복 전에 코어(core)재료로 치수실을 채우고 치관부의 봉쇄성을 높여 치관부 구조를 보충한다. 코어(core)는 포스트(post)와 함께 사용될 수 있다.

### 근관치료 시 발생할 수 있는 사고와 처치
치아의 천공, 근관 내 기구파절, 충전물에 의한 근관막힘, 선반형성, 과충전, 저충전 등이 사고로 발생할 수 있으며, 처치는 다음과 같다.
- 치아의 천공: 치수강의 천공, 치경부 천공, 치근부 천공이 있다. 아말감, 레진, SuperEBA, IRM, MTA(Mineral Trioxide Aggregate) 등의 재료를 사용해 천공부를 충전한다.
- 근관 내 기구의 파절: 기구의 파절편을 제거한다. 제거가 되지 않을 경우에는 우회하여 치료하고 우회하지 못하는 경우에는 그 부위까지 치료한다. 기구의 파절편을 외과적으로 제거하고 역충전하는 경우도 있다.
- 충전물에 의한 근관의 막힘: 가타퍼차, 실버 콘, 포스트 등 막힘의 원인이 되는 충전물을 제거해야 치료가 가능하다.
- 선반형성: 선반을 우회해 치료한다. 우회할 수 없는 경우 해당 부위까지 치료한다. 필요에 따라 외과적 근관치료를 시행할 수도 있다.
- 과충전, 저충전: 과충전 또는 저충전 된 근관충전물을 모두 제거하고 다시 근관충전을 한다.[25]

### 근관치료에 사용되는 기구
- 탐사용 기구(Exploring instrument): 근관의 입구를 찾거나 근관내의 상태확인에 사용된다.
  - 평활브로치(smooth broach): 탐사용 기구로 분류되기는 하나 임상에서는 거의 사용되지 않으며 평활브로치에 솜을 말아 페이퍼 포인트(paper point) 대신 사용하는 정도로 쓰인다.
  - 근관탐침(endodontic explorer): 근관의 입구를 찾고 근관입구의 장애물 분쇄에 사용된다.

- 적출용 기구(Extirpating instrument):: 근관내의 치수를 발사하거나 다른 이물질들을 제거하는데 사용된다.
  - 가시 브로치(barbed broach): 발수, 소면구 등의 이물질을 제거하는데 사용된다.
  - 스푼 엑스케베이터(spoon excavator): 주로 연화 상아질을 삭제하는데 사용된다.

- 근관확대용 기구(Enlarging instrument or shaping instrument): 근관확대를 시행하는데에 사용된다.
  - 수동형 파일(file): K-file과 H-file, 리머(reamer)가 있다.
    - K-file: 근관확대시 가장 효과적인 기구로 H-file에 비해 파절의 위험이 적고 치수제거 및 근관장 길이 측정에 많이 사용된다.
    - H-file: 나사못과 유사하게 만든것으로 근관확대용으로 많이 사용되며 삭제력이 매우 좋으나 파절되기 쉽다. 뒤로 잡아당기는 동작에 의해 상아질이 삭제되도록 되어있다.
    - 리머: 근관벽을 확대, 평활하게 만들고 잔여물을 제거하는데 사용된다. 횡단면은 삼각형의 모양으로 날카로운 날과 높은 탄력성을 가져 파일(file)보다 삭제효과가 우수하다. 상아질 잔사제거에 효과적이다.

  - 저속 회전기구: 저속 핸드피스에 장착해 사용하는 기구이다. 지지버, 피조리머 등이 있다
  - 엔진 구동형 기구: 회전식 전동기구 Nickel Titanium File(=Ni-Ti file)는 토크가 크고 저속인 전기식 모터 핸드피스에 장착해 사용한다. 니켈-티타늄으로 제작된 전동파일이다. 파일의 경사도에 따라 0.02(2%),0.04(4%),0.06(6%) 등으로 크기가 구분되어 있으며, 삭제력을 갖지 않는 safe end를 가진다. 이 외에도 엔진 구동형 기구에는 Gate glidden dril, peeso reamer , Root ZX 등이 있다.
  - 음파 및 초음파기구(sonic and ultrasonic instrument): 초기에는 근관을 확대하는데 사용되었으나 최근에는 근관의 세척효과를 증가시키는 용도로도 사용되고 있다.[26]

- 근관폐쇄용기구(Obturating instrument): 근관을 충전하거나 근관충전용 실러(sealer)를 사용할 때 필요하다.
  - 근관 스프레더(root canal spreader): 끝이 뾰족하며 측방가압법에 사용된다.
  - 근관 플러거(root canal plugger): 끝이 뭉툭하며 수직가압법에 사용된다.

이 외에도 heat carrier, lentulo spiral 등이 근관폐쇄에 사용된다.

## 관련치료

### 외과적 근관치료
- 절개배농 & 천공처치(incision and Drainage, I&D): 절개배농은 삼출액 배출을 목적으로 연조직에 외과적인 개방을 만드는 것이다. 종창부위에 침윤마취나 도포마취를 시행하고 수술 칼을 이용해 조직을 절개한다. 그 후 필요하면 거즈 등을 배농관에 삽입해 절개부위가 막히지 않도록 배농시킨다. 천공처치는 축적된 조직 삼출액의 배출을 위해 치조골의 피질골에 외과적으로 구멍을 내는 것이다.
- 치근단치주조직의 소파(Periapical curettage): 근첨소파는 근관 충전한 치아의 근첨과 측방에 있는 치조골에서 이물질을 제거하기 위한 외과적 처치이다. 치근은 절단하지 않으며 점막골막판막을 외과적으로 박리하고 필요하면 직접 병변부에 도달하도록 골을 제거한다. 목표로 하는 조직 및 이물질을 모두 제거하여 임상증상 악화와 인접치아나 주위조직의 손상을 미연에 방지한다.
- 치근단 절제술(Apicoectomy): 가장 많이 시행하는 외과적 근관치료 방법으로 다른말로는 근첨절제술이라고 한다. 치근의 첨부에 치근낭포나 난치성의 염증성 병소가 있어 근관치료로는 치유가 기대되지 않을 경우 실시한다.

점막골막판막을 외과적으로 박리하고 필요하면 직접 병변부에 도달하도록 골을 제거한다.
- 편측절제술(Hemisection): 분지부 부위에서 치근과 치관의 일부를 분리하여 제거하는 외과적 분할이다. 근관치료 후 보존이 불가능한 쪽의 치관과 치근을 모두 제거하는 술식이다. 남아있는 치아는 치관수복한다.
- 치근절제술(Root resection): 다근치의 일부 치근이 보존 불가능한 경우, 혹은 치료가 곤란한 병변이 있을 때 해당 치근의 일부 혹은 전부를 외과적으로 제거하는 처치이다.
- 치근분리술(Bicuspidization): 근관치료 후 편측절제술에서와 같이 치관과 치근을 함께 절단 분리한 다음 양쪽 치질을 각각 다른 두개의 치아로 보존해 수복해주는 방법이다. 하나의 하악 대구치를 절단 분리하여 두 개의 소구치처럼 수복하는 것이 그 예이다.
- 치근단 역충전: 시술부위를 건조시킨뒤 근첨부위를 소독하고 충전재료를 근첨구멍으로 채워넣는 술식이다.  1급 와동이 형성된 치근단에 충전재료를 채워넣기 위한 목적이다.
- 치아재식술(Tooth replantation): 외상에 의해 치아가 빠진 경우 단시간 내에 치아를 원래의 자리에 삽입하여 치아를 보존해 기능을 회복시키는 술식이다. 빠진 치아는 20~30분 이내에 시술한 경우가 예후가 좋으므로 최대한 빨리 치과에 내원하도록 한다. 이때 치아는 수돗물이 아닌 생리식염수, 우유, 또는 자신의 입안에 보관하여 가져온다.
- 의도적 치아재식술(Intentional replantation of the tooth): 치아재식술(tooth replantation)의 일종으로 수술부위의 접근이 어려울 경우 해당 치아를 의도적으로 발치하여 구강 밖에서 치근단 수술을 한 후 다시 발치와에 위치시키는 술식이다.
- 치아이식술(Tooth transplantation): 치아를 발거해 다른 치조와에 옮기는 방법으로 주로 제3대구치(사랑니)를 이용한다.

### 비외과적 근관치료

#### 유치
후속 영구치의 확실하지 않은 비가역성 치수염 또는 치수괴사, 근첨병변의 유무에 관계없는 치수괴사, 치료에 의해 후속 영구치를 손상시키지 않는 경우엔 유치의 비외과적 근관치료가 바람직하다.
- 후속 영구치가 존재할 경우: 근관을 세척, 형성하고 흡수성의 재료로 충전한다.
- 후속 영구치가 존재하지 않을 경우: 생체에 유해하지 않은 비흡수성의 근관충전재로 충전한다. 충분한 봉쇄를 얻기 위해 근관 충전재와 스케일러(scaler)를 이용한다.

#### 영구치
비가역성 치수염에 이환된 치아, 근첨병변의 유무와 관련없는 치수의 괴사, 근관치료 중 손상의 위험이 있는 치아, 부가적인 처치 시 손상될 위험이 있는 치수를 가진 치아, 외상으로 인해 전위 또는 파절된 치아, 처치가능한 흡수성 결손, 정상적 기능을 방해하는 지각과민성 치아(시린치아) 등의 경우 비외과적 근관치료가 바람직하다.

#### 근첨형성술(Apexification), 치근단유도술(Apexogenesis) 및 재석회화의 처치
미완성 치근인 경우, 외흡수가 일어나는 중이거나 일어날 우려가 있을 경우 근첨형성술(apexification), 치근단유도술(apexogenesis) 및 재석회화 처치의 적응증이 된다.
- 근첨형성술(Apexification): 미성숙 치아의 근관내 생활치수가 남아있지 않은 경우, 약제로 근단부의 형성을 도모하는 방법이다. 수산화칼슘으로 충전 후 3개월 간격으로 재내원을 하는 것이 적절하며, 재내원 시 방사선 사진의 촬영으로 apical barrier 형성을 확인한 뒤, 수산화 칼슘(calcium hydroxide)을 교체해 준다. 걸리는 시간은 환자의 나이, 초기 감염 정도 등에 따라 다르게 나타나며, 근첨 벽면(apical barrier)의 형성이 확인되면 근관충전이 가능하다.

- 치근단유도술(Apexogenesis): 미성숙 영구치에서 치수의 일부라도 생활력을 유지하고 있는 경우, 치근의 생리적 발육을 도모하는 방법이다.  치근첨의 생활력 유지로 계속적인 생리적 뿌리형성(root formation)이 진행되기 때문에 주기적인 치료가 필요하다.[27]

- 재석회화(Recalcification)처치: 외흡수의 치료나 예방을 위해 행하는 방법으로 치근의 생리적회복을 촉진시키는 데에 목적이 있다.

#### 비외과적 재근관치료
비외과적 재근관치료의 적응증은 다음과 같다.
- 충분한 치유기간 후에도 치근단 병소가 존재할 경우
- X선 사진상 근관충전의 문제가 있으며 치료 후에도 치근단 병소와 임상증상이 지속되고 있는 경우
- 수복 또는 보철처치가 예정되어 있으나 근관치료 후에 문제가 있는 경우
- 근관충전되어 있으나 장기간 타액(세균)에 오염되어 있는 경우

비외과적 재근관치료는 치아에서 근관충전재를 제거하고 가능한 러버댐(rubber dam)을 이용해 무균하에서 근관의 세척, 형성, 근관소독, 그리고 근관충전을 행하는 처치로 생체친화성이 있는 재료가 봉쇄에 이용된다.

### 생활치수치료[28]
- 간접 치수복조술(indirect pulp capping): 치수변성의 증상은 없지만 우식 삭제 후 우식 상아질을 완전히 제거하면 치수가 직접 노출될 우려가 있기 때문에 우식에 수산화 칼슘(Calcium hydroxide), 산화아연 유지놀 시멘트(Zinc oxide eugenol cement)등의 약제를 도포해 치수를 보호하고 상아질의 형성을 유도하는 술식이다.[29]
- 직접치수복조술(direct pulp capping): 치수가 외상이나 연화 상아질 제거 과정에서 아주 조금 노출되었을 때 치수가 노출된 부위에 수산화 칼슘(Dycal, Cavitec)을 도포하고 관찰 후 아무 이상이 없으면 그 위에 최종수복처치를 행한다.
- 치수절단술(pulpotomy): 치관부 치수에만 감염된 경우 적용한다. 치관부 치수를 모두 제거하고 감염되지 않은 치근부 치수만 살려두어 치수생활력을 유지하는 방법이다. 절단한 치수에 사용하는 약제로는 수산화칼슘, 포모크레졸(FC), 황산제이 용액이 있다.

## 시술시 고려사항

### 외과적 고려사항
- 해부학적 구조
- 술식
- 외상
- 생검(biopsy)
- 근관치료의 실패
- 편의와 편리
- 응급치료
- 배양

### 내과적 고려사항
- 심한 고혈압

- 심근경색증

- 심부전

- 출혈성질환 ex) 혈우병

- 방사선골괴사증

- 조절이 되지 않는 당뇨병

- 인공삽입물[30]

## 주의사항
- 근관치료 기간 중에는 치료 받는 치아쪽으로 씹지 않도록 주의해야한다. 근관치료를 받는 동안 치아의 뿌리 끝에서는 일시적으로 염증 반응이 나타나면서 압력이나 외부 자극에 예민해지고 결과적으로 동통으로 이어질 수 있기 때문이다. 또한 치료 과정에 임시로 막아둔 충전물이 부서지거나 탈락한다면 침이나 이물질이 들어가 치근관이 다시 오염되고, 이는 치료 과정을 방해하는 요인이 될 수 있다.[31]

- 근관치료 도중 치아의 통증이 없어졌다고 내원을 중단하게 되면 약제로 인하여 치아가 부패되거나 염증에 감염될 수 있으므로 치료가 마무리 될 때까지 내원일에 맞추어 진료를 받아야 한다.

- 근관치료 도중 내원을 중단해서는 안된다. 치료과정에서 치아에 와동을 형성하기 때문에 최종수복을 하지 않으면 치아가 파절되기 쉽다.

- 근관치료 후 뜨겁거나 찬 것에 의한 불편감은 사라지지만, 치아의 고유감각에 대한 뿌리의 민감도가 증가하기 때문에 만질때, 씹을때, 눌러볼때에는 치료 전보다 심한 통증이 나타날 수 있다.

- 근관 치료가 된 치아는 감각을 느끼는 치수, 즉 신경이 제거된 상태이기 때문에 냉온 자극에 반응하지 않고 충치가 진행되어도 동통을 일으키지 않는다. 치아는 치질이 남아있는 한 관리가 소홀하면 언제든지 충치가 생길 수 있고 근관치료 후 다시 우식증이 진행된다면 통증이 없기 때문에 발견이 늦어져 발치를 해야하는 상황이 될 수 있으므로, 평소에 관리하고 정기적으로 치과에 내원해 진찰을 받아야한다.
- 외과적 근관치료 후 약간의 부종과 변색은 흔히 일어날 수 있는 증상이며 얼음찜질을 통해 출혈과 부종을 감소시키고 진통에도 효과를 볼 수 있다. 얼음찜질은 10분 간 댄 후 20분가량 쉬는 동작을 수술 당일 동안은 시행해야 한다. 또한 수술 후 3일간은 금연해야하며, 수술 다음날에는 따뜻한 식염수로 구강 내를 세척하고 양치질은 봉합부위에 자극을 주지 않도록 부드럽게 해야 한다.

- 보통 봉합사 제거 시기는 7일이다. 하지만 치근단부의 수술에서는 치유과정이 빠르기 때문에 치근주의 수술 후 봉합사는 가능한 빨리 제거해야한다. 지연될 경우 잔사나, 세균의 축적으로 감염을 일으키므로 수술 후 2-3일에 제거가 이루어져야한다.[32]
- 치근단 외과술 후 봉합부위의 보호를 위해 입술은 젖히지 말아야 하며 되도록 말을 하지 않아야 한다.
- 치근단 외과술 후 시술부위의 칫솔질은 피하고 부드러운 음식을 섭취하는게 좋다. 또한 식사 후 생리적 식염수로 구강을 세척해야 한다.

## 예후
근관치료의 예후는 치근단조직의 상태와 근관의 상태, 치아주위 조직상태, 수복학적 측면에서 고려되어야 한다.
근관치료를 받은 후 완전한 치유가 일어나지 않는 경우가 있다. 치아에 다시 자극이 가해지거나, 충치가 생기거나, 수복물에 문제가 발생한 경우에는 새로운 감염이 발생될 수 있으며 이러한 증상들은 근관치료 후 수개월 혹은 수년 후 재발되기도 한다. 필요한 경우 치아를 보존하기 위해 근관치료를 위한 외과적 수술(근단수술)이 필요할 수도 있다.
정상적인 치아가 근관치료를 한 후 갑자기 붓거나 통증이 올 수 있는데 이를 Flare-ups라고 한다. 주로 여성이 남성보다 빈도가 높고, 나이는 40~50대, 특히 알러지성 체질을 가지고 있는 사람에게서 많이 발생된다고 한다. 환자를 치료하기전에 이러한 증상의 가능성을 미리 설명해준 후 소염진통제나 항히스타민제를 함께 투여해주는 것이 좋다.

### 근관치료가 실패한 경우
근관치료가 실패한 경우 다음과 같은 순서를 고려해볼 수 있다.
1. 근관치료의 재시행 (재근관치료): 대부분 세균의 침투 때문에 발생한 미세누출 상황에서 재근관치료가 이루어진다.
2. 치근단 수술 또는 의도적 재식술
3. 다른 전문의에게 의뢰
4. 최종적인 방법으로 해당치아 발치:[35] 심한 치주질환에 이환된 치아, 뿌리에 금이 심하게 간 치아와 같이 외부로 부터의 감염을 차단 할 수 없는 경우나 신경관의 오염이 심한 경우는 예후가 불량하기 때문에 발치해야한다[36]

## 같이 보기
- 덴탈임플란트
- 치의학
- 구강외과
- 치통